# Cattedrale di Nostra Signora del Buon Pastore
La cattedrale di Nostra Signora del Buon Pastore è la chiesa cattedrale della diocesi di Gibuti. Si trova nella città di Gibuti, nel Gibuti.

## Storia
La cattedrale è stata edificata nel 1964 sotto la guida del vescovo Henri-Bernardin Hoffmann, vescovo di Gibuti, sul sito della ex chiesa di Santa Giovanna d'Arco, demolita a causa delle dimensioni ridotte, lungo l'attuale boulevard de la République.
È stata consacrata il 12 gennaio 1964, dal cardinale Eugène Tisserant, decano del Collegio cardinalizio, e posta sotto il patrocinio della Madonna del Buon Pastore.

## Architettura
L'architettura monolitica della cattedrale appartiene al Movimento Moderno. È stata disegnata da Joseph Müller, architetto di Colmar, e realizzata da M. Calcagnile, originario di Bad Gastein.